# All Girls Are the Same
«All Girls Are the Same»  (en español, «Todas Las Chicas son Iguales») es una canción del rapero estadounidense Juice WRLD. Fue lanzado oficialmente como el sencillo principal de su álbum de estudio debut Goodbye & Good Riddance el 13 de abril de 2018, después de que su video musical se estrenara en febrero. Producida por Nick Mira, la canción debutó en el número 92 en el Billboard Hot 100 y alcanzó el puesto 41.

## Antecedentes y composición
La canción se centra en cómo las mujeres en las relaciones pasadas de Juice Wrld lo han dejado con el corazón roto con su engaño y que bebe licor fuerte para hacer frente a la agitación emocional.
La composición se divide en una secuencia repetitiva de versos rapeados sobre los problemas personales de Juice Wrld, con un estribillo que usa rimas «iguales» y vuelve al título de la canción en numerosas ocasiones. Una introducción similar a la de «Lucid Dreams» comienza la letra de la canción.

### Remix
El remix oficial de la canción presenta al rapero estadounidense Lil Yachty, quien adelantó por primera vez la colaboración en Instagram a fines de marzo de 2018. Juice Wrld publicó otro fragmento en Instagram el 6 de mayo.
El 25 de junio, cuando Lil Yachty lo subió a SoundCloud, fue eliminado rápidamente debido a problemas de derechos de autor. Algunos fanáticos, durante el breve tiempo que estuvo disponible, pudieron descargarlo y desde entonces ha estado disponible en YouTube.

## Video musical
El video musical oficial fue dirigido por Cole Bennett y fue lanzado el 25 de febrero de 2018.

## Posicionamiento en lista
| Lista (2018)                          | Posiciones |
| ------------------------------------- | ---------- |
| Australia (ARIA)                      | 98         |
| Canadá (Canadian Hot 100)             | 54         |
| Greece (IFPI)                         | 69         |
| Portugal (AFP)                        | 39         |
| Sweden Heatseeker (Sverigetopplistan) | 3          |
| Reino Unido (UK Singles Chart)        | 53         |
| Estados Unidos (Billboard Hot 100)    | 41         |
| US Hot R&B/Hip-Hop Songs (Billboard)  | 20         |
| Estados Unidos (Hot Rap Songs)        | 18         |
| US Rolling Stone Top 100              | 35         |